# Carphophis vermis
Carphophis vermis är en ormart som beskrevs av Kennicott 1859. Carphophis vermis ingår i släktet Carphophis och familjen snokar. Inga underarter finns listade.
Arten förekommer i centrala USA från sydöstra Nebraska, södra Iowa och västra Illinois till nordöstra Texas. Mindre avskilda populationer lever i södra Wisconsin och norra Louisiana. Carphophis vermis vistas ofta på klippiga och fuktiga slänter med en växtlighet av träd eller buskar. Den hittas även vid de täta skogarnas kanter samt i galleriskogar. Individerna gömmer sig ofta under träbitar som ligger på marken, under stenar, i lövskiktet eller i det översta jordlagret. Honor lägger ägg.
I begränsade områden påverkas beståndet negativt av landskapsförändringar. Hela populationen antas vara stabil. IUCN kategoriserar arten globalt som livskraftig.